# Baia de Criș
Baia de Criș – wieś w Rumunii, w okręgu Hunedoara, w gminie Baia de Criș. W 2011 roku liczyła 703 mieszkańców.